# Punctum remotum
Le punctum remotum (PR) est le point objet dont on obtient une image net sur la rétine sans accommodation. C' est le conjugué de la fovea de la rétine à travers l'œil quand celui-ci n'accommode pas. C'est-à-dire que c'est le point le plus éloigné que l'œil puisse voir net sans mettre en jeu son accommodation.
La distance entre le punctum remotum et le punctum proximum nous permet de connaître l'accommodation maximale d'un sujet.
On le considère comme étant à une distance infinie de la rétine  pour un œil emmétrope (sans défaut visuel), et à une distance finie pour un œil myope.